# Јан Јонгблуд
Јан Јонгблуд (хол. Jan Jongbloed; Амстердам, 25. новембар 1940 — 31. август 2023) био је холандски фудбалски голман и тренер. За репрезентацију Холандије играо је на светским првенствима 1974. и 1976. године, а носио је дрес са бројем 8. 

## Каријера и приватни живот
Јонгблуд је рођен у Амстердаму 1940. године. Био је познат као голман који је често играо и као дефанзивни играч у стилу Ђула Грошича. Професионалну каријеру започео је у клубу ДВС, касније у ФК Амстердаму, од 1977. до 1981. године играо је за Рода Керкарде, а од 1982. до 1986. године за Го ахед иглс, где је завршио каријеру. Један је од фудбалера са највише одиграних утакмица у Ередивизији, укупно 707. 
За репрезентацију Холандије наступао је на 24 утакмице, први пут 1962. године, а последњи 1978. године у полуфиналу Светског првенства када је Холандија поражена од Аргентине.  У 45 години живота се пензионисао због срчаног удара, али је радио као помоћни, а потом и као главни фудбалски тренер. 
Јонгблуд се женио и разводио два пута, а има ћерку Никол. Његов син Ерик био је такође голман за клуб ДВС, а погинуо је од удара грома када је имао 21 годину, током утакмице, 23. септембра 1984. године.

## Трофеји
- ДВС: Ередивизија: 1984, 1978
- Европско првенство: 1976. — треће место